# TÜV-Verband
Der TÜV-Verband e. V. (ehemals VdTÜV bzw. Verband der TÜV e. V.) ist die Interessenvertretung der Technischen Überwachungs-Vereine (TÜV) in Deutschland und Europa. Die Hauptgeschäftsstelle ist in Berlin. Der Verband unterhält außerdem eine EU-Vertretung in Brüssel.

## Geschichte
Erste Zusammenschlüsse und organisierte Treffen der Dampfkessel-Überwachungsvereine und deren Sachverständige gab es mit dem 1873 gegründeten Verband der DÜV (Dampfkesselüberwachungsvereine). Dem Verband der DÜV schlossen sich einzelne Dampfkesselüberwachungsvereine der norddeutschen Länder an. 1904 wurde schließlich noch der Verband deutscher DÜV gegründet, in dem sich die Vereine der süddeutschen Ländern organisierten.
Als offizieller Rechtsvorläufer des TÜV-Verbandes gilt aber der am 14. Juni 1884 gegründeten Zentral-Verband der Preußischen Dampfkessel-Überwachungsvereine (ZV). Im ZV waren die 27 preußischen Dampfkesselüberwachungsvereine organisiert. Die Gründung wurde vom preußischen Handelsministerium initiiert und geht auf einen Erlass Otto von Bismarck zurück, der an Stelle einer Ausweitung der damals bestehenden staatlichen Überwachung die Selbstverwaltung der technischen Überwachung fördern wollte, aber als Vorbedingung die Bildung eines Zentralverbandes wünschte, der gemeinsamer Sprecher der Vereine zu den behördlichen Stellen sein könne und für Koordinierung der TUV-Arbeiten sorgen solle. Erster Vorsitzender war der Zementfabrikant Delbrück.
Gründungsidee und Ziel war es, einheitliche und gleiche Handhabung der gesetzlichen Vorschriften zu erreichen und Behörden über technische Fragen von Dampfkesseln zu beraten. Der technische Erfahrungsaustausch, Interessenvertretung und die Beratung von Behörden und Ministerien zählte schon damals zu den wesentlichen Aufgaben.
1936 wurden die Verbände zum Reichsverband der TÜV (RTÜV) fusioniert. 1949 schlossen sich 11 TÜV und 5 Eigenüberwacher zur Vereinigung der Technischen Überwachungsvereine (VdTÜV) zusammen. 2021 wurde der VdTÜV dann in TÜV-Verband umbenannt. Die Umbenennung erfolgte nach eigenen Angaben um die Sichtbarkeit zu erhöhen und inhaltlich den Wandel von technischer zu digitaler Sicherheit zu unterstützen.

## Aufgaben
Der TÜV-Verband vertritt die politischen und fachlichen Interessen seiner Mitglieder in Berlin und Brüssel gegenüber Politik, Behörden, Wirtschaft und Öffentlichkeit. Er setzt sich für technische und digitale Sicherheit von Fahrzeugen, Produkten, Anlagen und Dienstleistungen durch unabhängige Prüfungen und qualifizierte Weiterbildung ein. Mit seinen Mitgliedern verfolgt er das Ziel, das Niveau der technischen Sicherheit in der Gesellschaft zu wahren und Vertrauen für die digitale Welt zu schaffen. Die Experten des TÜV-Verbands beteiligen sich dafür an der Weiterentwicklung von Standards, Regeln und Normen. Sie erarbeiten zudem Stellungnahmen zu EU-Richtlinien, Gesetzen, Verordnungen sowie Technischen Regeln (TÜV-Merkblätter) und beraten Parlamente, Ministerien sowie öffentliche und private Organisationen auf nationaler und internationaler Ebene. Durch den von ihm organisierten Erfahrungsaustausch ist der TÜV-Verband ein Ansprechpartner in Fragen der Technischen Sicherheit und des Umweltschutzes.
Aktuell konzentriert sich der TÜV-Verband darauf, die digitale Sicherheit zu stärken und den Ansprüchen an die Nachhaltigkeit in der Gesellschaft gerecht zu werden.

## Präsidium und Geschäftsführung
Seit Mai 2024 ist Michael Fübi, Vorstandsvorsitzender von TÜV Rheinland, Präsident des Verbandes. Er hat die Stelle turnusgemäß von Johannes Bussmann, Vorstandsvorsitzer der TÜV Süd AG, übernommen. Joachim Bühler ist seit 2017 Geschäftsführer des TÜV-Verbands. Das Amt übernahm er von Klaus Brüggemann, der in den Ruhestand ging.

## Mitglieder
Der TÜV-Verband hat sechs Hauptmitglieder. Hinzu kommen zwei weitere Industriemitglieder und fünf außerordentliche Mitglieder.

### Hauptmitglieder
- TÜV Technische Überwachung Hessen GmbH
- TÜV NORD AG
- TÜV Rheinland AG
- TÜV Saarland e. V.
- TÜV SÜD AG
- TÜV Thüringen-Gruppe

### Industriemitglieder
- BASF SE
- Evonik Industries AG

### Außerordentliche Mitglieder
- Boehringer Ingelheim
- DNV GL SE
- SVTI Schweizerischer Verein für technische Inspektionen
- Technische Überwachungsstelle der Bundeswehr
- TÜV AUSTRIA HOLDING AG

## Mitgliedschaften
Der TÜV-Verband ist u. a. Mitglied im Bundesverband der Deutschen Industrie, CIECA (Commission Internationale des Examens de Conduite Automobile), CITA (Comité International De l’Inspection Technique Automobile), Deutschen Verkehrsforum, dem Deutschen Verkehrssicherheitsrat, der Deutschen Verkehrswacht, dem European Transport Safety Council (ETSC) und TIC Council.

## Publikationen
Auf Basis der Sicherheitsprüfungen, die von den TÜV-Unternehmen und anderen Zugelassenen Überwachungsstellen (ZÜS) vorgenommen werden, veröffentlicht der TÜV-Verband verschiedene Reporte:
- Anlagensicherheits-Report (ASR): Im ASR werden jährlich die aktuellen Mängelzahlen der Prüfungen von Aufzügen, Dampfkesseln, Druckbehältern oder beispielsweise Tankstellen veröffentlicht, die durch die Zugelassenen Überwachungsstellen vorgenommen wurden.[11]
- Baurechtsreport: Der Baurechtsreport fasst die Ergebnisse aller vorgeschriebenen Prüfungen von sicherheitsrelevanten Anlagen in Sonderbauten zusammen. Dazu gehören u. a. Alarmierungsanlagen, Brandmeldeanlagen, Lüftungs- und Feuerlöschanlagen.[12]
- TÜV Bus-Report: Alle zwei Jahre veröffentlicht der Verband den TÜV Bus-Report. Grundlage für den Report bieten die bei ca. 50.000 Hauptuntersuchungen von Bussen festgestellten Mängelzahlen. Er wird in Kooperation mit dem Fachmagazin Omnibus-Revue veröffentlicht.[13]
- TÜV-Report für Pkw: Der AutoBild TÜV-Report erscheint seit 1971 und gibt Ausschluss über die bei den Hauptuntersuchungen festgestellten Mängelzahlen von ca. 9 Millionen Fahrzeugen. Er erscheint jährlich und ist ein Ratgeber auf dem deutschen Gebrauchtwagenmarkt.[14]
- TÜV-Report Nutzfahrzeuge: Über die Mängel von Lkw und Transportern, die im Rahmen der Hauptuntersuchungen bei den TÜV-Unternehmen festgestellt werden, gibt der TÜV-Report Nutzfahrzeuge Aufschluss. Er wird im Wechsel mit dem TÜV Bus-Report alle zwei Jahre veröffentlicht. Basis sind ca. eine Million Hauptuntersuchungen.[15]